# Alfredo Di Stéfano
Alfredo Stéfano Di Stéfano Laulhé (n. 4 iulie 1926 – d. 7 iulie 2014) a fost un fotbalist și antrenor de fotbal argentiniano-spaniol, considerat unul dintre cei mai mari jucători din istoria fotbalului. El este de obicei asociat cu echipa Real Madrid, și Ferenc Puskás, și a jucat un rol crucial în cucerirea de către acest club a Cupei Campionilor Europei de cinci ori în cinci sezoane consecutive începând cu 1956. Di Stéfano a jucat pentru echipele naționale ale Argentinei, Columbiei și Spaniei, dar nu a participat la nici un campionat mondial.
Poreclit „Saeta rubia” („săgeata blondă”), Di Stéfano a fost un atacant puternic, cu rezistență fizică, adaptabilitate tactică, și cel mai important o viziune bună asupra jocului care îl făcea conducătorul de joc al atacului echipei sale. Di Stéfano este al cincilea cel mai bun marcator din istoria Campionatului Spaniei, și al doilea cel mai bun marcator din istoria lui Real Madrid, cu 216 goluri în 282 meciuri de campionat între 1953 și 1964.
În noiembrie 2003 Di Stéfano a fost distins cu UEFA Jubilee Awards pentru Spania, drept cel mai bun jucător spaniol din ultimii 50 de ani. În martie 2004, Alfredo Di Stéfano a fost inclus de Pelé în lista "celor mai buni 125 de fotbaliști în viață" (în septembrie 2009, Pelé a spus că Di Stéfano este cel mai bun jucător argentinian din toate timpurile). Într-un voting consultativ printre foștii câștigători ai Ballon d'Or organizat de revista franceză France Football pentru a alege ”Jucătorul Secolului”, Di Stéfano s-a clasat pe locul 4, în spatele lui Pelé, Diego Maradona și Johan Cruyff.
Jucători ca Pelé, Eusébio, Luis Suárez, Sandro Mazzola și John Charles l-au descris pe Di Stéfano ca fiind "cel mai complet fotbalist din istoria fotbalului".

## Biografie

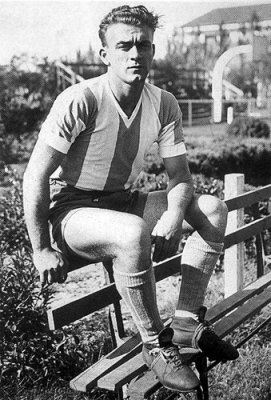
Alfredo Di Stéfano în 1947

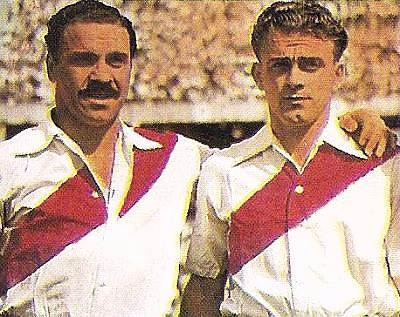
Di Stéfano (dreapta) și José Manuel Moreno la River Plate.

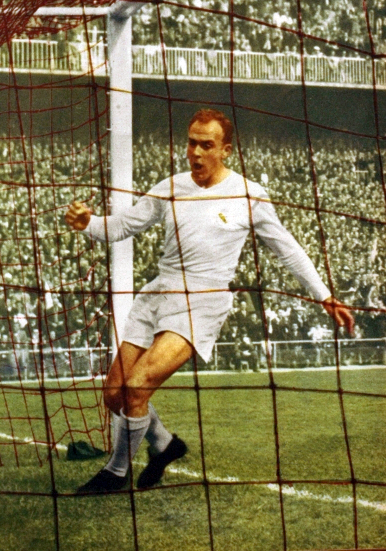
Di Stéfano marcând un gol pentru Real Madrid, echipă cu care a câștigat 15 trofee oficiale

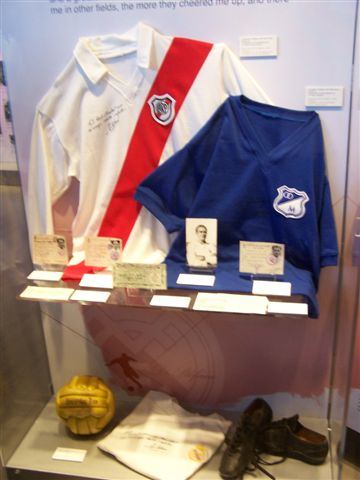
Di Stéfano la Muzeul lui Real Madrid

Născut într-o familie de imigranți italieni din Capri , Di Stéfano și-a început cariera la clubul argentinian River Plate în 1943. A câștigat de șase ori campionatul în primii 12 ani ai carierei în Argentina și Columbia (a jucat pentru echipa Millonarios din Bogotá) înainte de a se transfera la Real Madrid în 1953. Rivalii lor, FC Barcelona, credeau că deja și-au asigurat serviciile sale, când guvernul spaniol a propus o soluție solomonică ce a fost respinsă de Barcelona, astfel jucătorul ajungând la Real Madrid.
Cu 49 goluri în 58 meciuri, Di Stéfano a fost golgheter pe plan european pentru zeci de ani, fiind întrecut abia în 2005 de jucătorul madrilen Raúl. Culmea carierei sale a fost poate atinsă în timpul finalei câștigate cu scorul de 7-3 în fața celor de la Eintracht Frankfurt în Finala Cupei Europei din 1960 de pe Hampden Park, un meci considerat de către unii ca fiind cel mai frumos din Europa. A fost votat fotbalistul european al anului în 1957 și 1959.
Di Stéfano a câștigat mai multe titluri și cupe naționale cu Real, dar nu a ajuns niciodată la un turneu de campionat mondial. S-a transferat la echipa RCD Espanyol în 1964 și a jucat până la retragerea sa din activitate la vârsta de 40 de ani.
Di Stéfano este în prezent al treilea marcator din toate timpurile în istoria primei divizii spaniole, cu 228 de goluri în 329 de meciuri, după Hugo Sánchez (234 de goluri) și Telmo Zarra (251). Di Stéfano este de asemenea golgheterul lui Real Madrid din toate timpurile în campionat, cu 216 goluri în 282 de meciuri între 1953 și 1964.
După retragere, a început să antreneze. A condus cluburile argentiniene Boca Juniors și River Plate la câștigarea campionatului, și a câștigat campionatul Spaniei cu Valencia CF, și apoi Cupa Cupelor în 1980. A antrenat pe Real Madrid între anii 1982 și 1984, iar din 5 noiembrie 2000 este președinte onorific al clubului. Din 2009 este Ambasadorul sportiv al Argentinei.
Di Stéfano a fost desemnat de Pelé ca unul dintre cei 125 cei mai mari fotbaliști în viață în martie 2004, și e considerat a fi între primii zece cei mai talentați atacanți din istoria fotbalului (în septembrie 2009 a afirmat că Di Stéfano a fost cel mai bun jucător „din toate timpurile”), alături de Diego Maradona, George Best, Johan Cruijff și însuși Pelé.
În timpul carierei de jucător, a fost uneori considerat a fi mai bun decât Pelé.
Foști fotbaliști ca Pelé, Eusébio, Luis Suárez, Sandro Mazzola sau John Charles au zis despre Di Stefano că a fost „cel mai complet fotbalist din istoria fotbalului”.
Este al doilea fotbalist argentinian ca număr de trofee din istorie.
Alfredo Di Stefano a declarat despre Maradona: „La tehnică individuală, îmi este mult superior pentru ceea ce poate face cu mingea; capacitatea mea de a acoperi întreg terenul și adaptabilitatea mea sunt calitățile pe care el încă nu le are, deși cu un antrenament potrivit, ar putea cu ușurință să mă întreacă.”

## Viața personală
Alfredo di Stefano s-a căsătorit în 1950 cu Sara Freites Varela, care a murit pe data de 14 mai 2005, cu care a avut șase copii: Nanette, Silvana, Alfredo, Elena, Ignacio și Sofia, și mai mulți nepoți. După cariera sa sportivă, Alfredo di Stefano a continuat să trăiască în Spania, și-a instalat în grădina sa o statuie sub forma unei mingi rotunde care este scrie Gracias vieja (Vă mulțumesc).
De-a lungul carierei sale, Alfredo di Stefano a jucat în mai multe filme. Prima sa apariție a fost în „Con los mismos colores”, film argentinean din 1949. În Spania, a apărut în mai multe filme documentare despre Real Madrid, printre care „Saeta Rubia” din 1956, în care a jucat propriul rol.
Pe 24 decembrie 2005, Di Stéfano a suferit un infarct.

## Decesul
Ca urmare a unui atac de cord în iulie 2014, Di Stéfano, în vârstă de 88 de ani a fost transferat la terapie intensivă la spitalul Gregorio Marañón din Madrid, unde pe 7 iulie s-a stins din viață.
Pe 8 iulie, sicriul cu corpul neînsuflețit al lui Di Stéfano a fost expus publicului pe Stadionul Santiago Bernabéu. Președintele lui Real Madrid Florentino Pérez și căpitanul Iker Casillas au fost și ei printre mulțime. În urma decesului său, Di Stéfano a primit omagii de la multe personalități din lumea fotbalului, printre care, Alex Ferguson, Johan Cruyff, Pelé, Cristiano Ronaldo, Diego Maradona și Bobby Charlton. În cadrul meciului din semifinalele Campionatului Mondial de Fotbal 2014 dintre Argentina și Olanda din 9 iulie, Di Stéfano a fost onorat cu un minut de reculegere, iar jucătorii din echipa Argentinei au purtat panglici negre în semn de respect.

## Statistici carieră

### Club
| Club             | Sezon            | Campionat | Campionat | Cupă    | Cupă   | Continental | Continental | Total   | Total  |
| Club             | Sezon            | Meciuri   | Goluri    | Meciuri | Goluri | Meciuri     | Goluri      | Meciuri | Goluri |
| ---------------- | ---------------- | --------- | --------- | ------- | ------ | ----------- | ----------- | ------- | ------ |
| River Plate      | 1945             | 1         | 0         | 0       | 0      | 0           | 0           | 1       | 0      |
| Huracán          | 1946             | 25        | 10        | 0       | 0      | 0           | 0           | 25      | 10     |
| Huracán          | Total            | 25        | 10        | 0       | 0      | 0           | 0           | 25      | 10     |
| River Plate      | 1947             | 30        | 27        | 0       | 0      | 0           | 0           | 30      | 27     |
| River Plate      | 1948             | 23        | 13        | 0       | 0      | 6           | 4           | 29      | 17     |
| River Plate      | 1949             | 12        | 9         | 0       | 0      | 0           | 0           | 12      | 9      |
| River Plate      | Total            | 66        | 49        | 0       | 0      | 6           | 4           | 72      | 53     |
| Millonarios      | 1949             | 15        | 16        | 0       | 0      | 0           | 0           | 15      | 16     |
| Millonarios      | 1950             | 29        | 23        | 2       | 1      | 0           | 0           | 29+     | 23+    |
| Millonarios      | 1951             | 34        | 32        | ?       | ?      | 0           | 0           | 34+     | 32+    |
| Millonarios      | 1952             | 24        | 19        | ?       | ?      | 0           | 0           | 24+     | 19+    |
| Millonarios      | Total            | 102       | 90        | 10      | 10     | 0           | 0           | 292     | 267    |
| Real Madrid      | 1953–54          | 28        | 27        | 0       | 0      | 0           | 0           | 28      | 27     |
| Real Madrid      | 1954–55          | 30        | 25        | 0       | 0      | 2           | 0           | 32      | 25     |
| Real Madrid      | 1955–56          | 30        | 24        | 0       | 0      | 7           | 5           | 37      | 29     |
| Real Madrid      | 1956–57          | 30        | 31        | 3       | 3      | 10          | 9           | 43      | 43     |
| Real Madrid      | 1957–58          | 30        | 19        | 7       | 7      | 7           | 10          | 44      | 36     |
| Real Madrid      | 1958–59          | 28        | 23        | 8       | 5      | 7           | 6           | 43      | 34     |
| Real Madrid      | 1959–60          | 23        | 12        | 5       | 3      | 6           | 8           | 34      | 23     |
| Real Madrid      | 1960–61          | 23        | 21        | 9       | 8      | 4           | 1           | 36      | 30     |
| Real Madrid      | 1961–62          | 23        | 11        | 8       | 4      | 10          | 7           | 41      | 22     |
| Real Madrid      | 1962–63          | 13        | 12        | 9       | 8      | 2           | 1           | 24      | 21     |
| Real Madrid      | 1963–64          | 24        | 11        | 1       | 1      | 9           | 5           | 34      | 17     |
| Real Madrid      | Total            | 284       | 216       | 50      | 39     | 64          | 52          | 396     | 307    |
| Espanyol         | 1964–65          | 24        | 7         | 3       | 2      | 0           | 0           | 27      | 9      |
| Espanyol         | 1965–66          | 23        | 4         | 4       | 1      | 6           | 0           | 33      | 5      |
| Espanyol         | Total            | 47        | 11        | 7       | 3      | 6           | 0           | 60      | 14     |
| Totaluri carieră | Totaluri carieră | 521       | 377       | 67      | 52     | 76          | 56          | 664     | 485    |

### Goluri internaționale pentru Argentina
| #  | Data              | Stadion                                    | Oponent  | Scor | Rezultat | Competiția        |
| -- | ----------------- | ------------------------------------------ | -------- | ---- | -------- | ----------------- |
| 1. | 4 decembrie 1947  | Estadio George Capwell, Guayaquil, Ecuador | Bolivia  | 6–0  | 7–0      | Copa América 1947 |
| 2. | 11 decembrie 1947 | Estadio George Capwell, Guayaquil, Ecuador | Peru     | 2–1  | 3–2      | Copa América 1947 |
| 3. | 16 decembrie 1947 | Estadio George Capwell, Guayaquil, Ecuador | Chile    | 1–0  | 1–1      | Copa América 1947 |
| 4. | 18 decembrie 1947 | Estadio George Capwell, Guayaquil, Ecuador | Columbia | 2–0  | 6–0      | Copa América 1947 |
| 5. | 18 decembrie 1947 | Estadio George Capwell, Guayaquil, Ecuador | Columbia | 5–0  | 6–0      | Copa América 1947 |
| 6. | 18 decembrie 1947 | Estadio George Capwell, Guayaquil, Ecuador | Columbia | 6–0  | 6–0      | Copa América 1947 |

### Goluri internaționale pentru Spania
| #   | Data              | Stadion                                                | Oponent       | Scor | Rezultat | Competiția                                             |
| --- | ----------------- | ------------------------------------------------------ | ------------- | ---- | -------- | ------------------------------------------------------ |
| 1.  | 30 ianuarie 1957  | Estadio Santiago Bernabéu, Madrid, Spania              | Țările de Jos | 1–0  | 5–1      | Meci amical                                            |
| 2.  | 30 ianuarie 1957  | Estadio Santiago Bernabéu, Madrid, Spania              | Țările de Jos | 3–0  | 5–1      | Meci amical                                            |
| 3.  | 30 ianuarie 1957  | Estadio Santiago Bernabéu, Madrid, Spania              | Țările de Jos | 5–0  | 5–1      | Meci amical                                            |
| 4.  | 31 martie 1957    | Stadionul Regele Baudouin, Bruxelles, Belgia           | Belgia        | 1–0  | 5–0      | Meci amical                                            |
| 5.  | 31 martie 1957    | Stadionul Regele Baudouin, Bruxelles, Belgia           | Belgia        | 4–0  | 5–0      | Meci amical                                            |
| 6.  | 24 noiembrie 1957 | Stade Olympique de la Pontaise, Lausanne, Elveția      | Elveția       | 1–0  | 4–1      | Calificările pentru Campionatul Mondial de Fotbal 1958 |
| 7.  | 24 noiembrie 1957 | Stade Olympique de la Pontaise, Lausanne, Elveția      | Elveția       | 3–0  | 4–1      | Calificările pentru Campionatul Mondial de Fotbal 1958 |
| 8.  | 13 aprilie 1958   | Estadio Santiago Bernabéu, Madrid, Spania              | Portugalia    | 1–0  | 1–0      | Meci amical                                            |
| 9.  | 28 februarie 1959 | Stadio Olimpico, Roma, Italia                          | Italia        | 1–1  | 1–1      | Meci amical                                            |
| 10. | 28 iunie 1959     | Silesian Stadium, Chorzów, Polonia                     | Polonia       | 2–1  | 4–2      | Preliminariile Campionatului European de Fotbal 1960   |
| 11. | 28 iunie 1959     | Silesian Stadium, Chorzów, Polonia                     | Polonia       | 4–1  | 4–2      | Preliminariile Campionatului European de Fotbal 1960   |
| 12. | 14 octombrie 1959 | Estadio Santiago Bernabéu, Madrid, Spania              | Polonia       | 1–0  | 3–0      | Preliminariile Campionatului European de Fotbal 1960   |
| 13. | 22 noiembrie 1959 | Estadio Mestalla, Valencia, Spania                     | Austria       | 4–2  | 6–3      | Meci amical                                            |
| 14. | 22 noiembrie 1959 | Estadio Mestalla, Valencia, Spania                     | Austria       | 5–2  | 6–3      | Meci amical                                            |
| 15. | 13 martie 1960    | Camp Nou, Barcelona, Spania                            | Italia        | 2–1  | 3–1      | Meci amical                                            |
| 16. | 10 iulie 1960     | Estadio Nacional, Lima, Peru                           | Peru          | 1–0  | 3–1      | Meci amical                                            |
| 17. | 14 iulie 1960     | Estadio Nacional Julio Martínez Prádanos, Ñuñoa, Chile | Chile         | 1–0  | 4–0      | Meci amical                                            |
| 18. | 14 iulie 1960     | Estadio Nacional Julio Martínez Prádanos, Ñuñoa, Chile | Chile         | 2–0  | 4–0      | Meci amical                                            |
| 19. | 17 iulie 1960     | Estadio Nacional Julio Martínez Prádanos, Ñuñoa, Chile | Chile         | 1–0  | 4–1      | Meci amical                                            |
| 20. | 17 iulie 1960     | Estadio Nacional Julio Martínez Prádanos, Ñuñoa, Chile | Chile         | 2–0  | 4–1      | Meci amical                                            |
| 21. | 19 aprilie 1961   | Ninian Park, Cardiff, Țara Galilor                     | Țara Galilor  | 2–1  | 2–1      | Calificările pentru Campionatul Mondial de Fotbal 1962 |
| 22. | 11 iunie 1961     | Estadio Ramón Sánchez Pizjuán, Sevilla, Spania         | Argentina     | 2–0  | 2–0      | Meci amical                                            |
| 23. | 23 noiembrie 1961 | Santiago Bernabéu, Madrid, Spania                      | Maroc         | 2–1  | 3–2      | Calificările pentru Campionatul Mondial de Fotbal 1962 |

## Palmares
| - Argentina - Copa América: 1947 - River Plate - Primera División: 1945, 1947 - Campionatul sud-american al cluburilor : 1948 (finalist) - Millonarios - Categoría Primera A: 1949, 1951, 1952, - Copa Colombia: 1953 - Pequeña Copa del Mundo de Clubes: 1953 - Real Madrid - Primera División: 1954, 1955, 1957, 1958, 1961, 1962, 1963, 1964 - Copa del Rey: 1962 - Cupa Campionilor Europeni: 1955–56, 1956–57, 1957–58, 1958–59, 1959–60 - Cupa Intercontinentală: 1960 - Golgheter în Primera División Argentina: 1947 - Golgheter în Categoría Primera A: 1951, 1952 - Trofeul Pichichi: 1954, 1956, 1957, 1958, 1959 - Balonul de Aur - 1957, 1959 - Super Ballon d’Or, de France Football: 1989 - Golgheter al Cupei Europene: 1958, 1962 - Sportivul spaniol al anului: 1957, 1959, 1960, 1964 - FIFA 100 |

### Antrenor

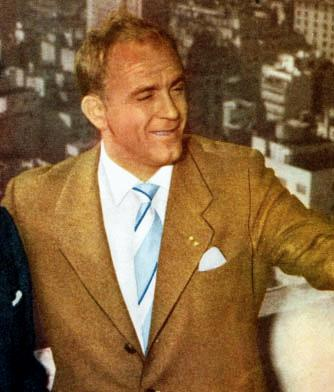
Di Stéfano în 1958

- Boca Juniors
  - Primera División: 1969
  - Copa Argentina: 1969
- River Plate
  - Torneo Nacional: 1981
- Valencia
  - Primera División: 1970–71
    - Vicecampion: 1971–72

  - Copa del Rey:
    - Finalist: 1970–71, 1971–72

  - Cupa Cupelor UEFA: 1979–80
  - Segunda División: 1986–87
- Real Madrid
  - Primera División:
    - Vicecampion: 1982–83, 1983–84

  - Copa del Rey:
    - Finalist: 1982–83

  - Copa de la Liga:
    - Finalist: 1982–83

  - Cupa Cupelor UEFA:
    - Finalist: 1982–83

  - Supercopa de España: 1990